# 李鍾栄
李 鍾栄（イ・ジョンヨン、朝鮮語: 이종영、1894年4月20日 - 1954年2月1日）は、日本統治時代の朝鮮の独立運動家、親日派、大韓民国の政治家。第2代韓国国会議員。
別名には李 鍾滎（イ・ジョンヒョン、이종형）、権 守貞、権 秀貞（クォン・スジョン、權守貞•權秀貞/권수정）などがある。

## 経歴
江原道旌善郡出身。元山普光中学校、早稲田大学政経科卒。三・一運動の後は曺相伯、李光世、金道源などと雲泥洞事件に参加したが、後は関東軍の密偵となり、日本統治時代の後期には朝鮮総督府警務局の嘱託を務めた。戦後は極右性向の大東新聞社の社長を務めた。1950年の第2代総選挙では旌善郡選挙区より大韓独立促成国民会から本名で出馬して当選し、国会議員を1期務めた。1954年に水原市内のジープ転覆事故で死去した。
関東軍の密偵時代には敦化・東満一帯で剿共軍総司令部を組織し、南慈賢など50名以上の独立運動家を逮捕し、万宝山事件を報道した記者や独立運動家の承震を暗殺した。1949年に反民族行為特別調査委員会の1次公判の被告人となったが、本人はその行為を共産党を撲滅するための反共行為だと弁解した。2002年の民族精気を立てる国会議員の会による『親日派708人名簿』の「密偵（スパイ）」部門に含まれる。